# 無線衛星台
無線衛星台有限公司（英語：The Chinese Channel Ltd.）是歐洲第一個全日廣播的中文電視台，於1994年創立，旗下自設一條，並播放四條電視頻道，總部位於英國。無線衛星台已經清盤，相關服務被OTT平台TVB Anywhere取代。

## 歷史
1994年8月，由邵氏家族成員邵在純投資的英國太平洋媒體和創辦The Chinese Channel，當時中文名稱為「時代華人電視」（時視）。及後，電視廣播有限公司（為邵氏家族關連公司，但與邵在純經營業務無關）於1995年8月購入TCC六成股權後，於1997年3月31日把時視中文名稱改為「無線衛星台」。2003年11月，電視廣播有限公司再購入其餘四成股份。
無線衛星台是歐洲首個為華人提供廣播的中文電視台，目前覆蓋範圍遍及歐洲48個國家。
2008年3月31日起，無線衞星台正式推出「多頻道廣播」，由原來的一條增加至五條電視頻道，包括無綫翡翠台（歐洲）、無綫新聞台、無綫娛樂新聞台、無綫經典台及無綫生活台。
2010年6月1日起，無線衞星台正式推出「New 5 全新多頻道」，除原有的五條電視頻道外，另加一條電台頻道，電視頻道包括無綫翡翠台（歐洲）、無綫新聞台、無綫通識台、無綫星級劇集台（將無綫經典台和無綫娛樂新聞台兩台合併組成後易名）及無綫生活台，電台頻道有香港電台第二台。
2014年12月9日，無線衛星台以財政問題為由，宣布即日結束營運。

## 無綫翡翠台（歐洲）
無綫翡翠台（歐洲）（英語：TVBS-Europe）為旗下的唯一一條自製頻道，主要播放香港無綫電視的劇集和綜藝，並提供其他華語電視節目。
當時的無綫翡翠台節目訊號通過衛星（19.2°）播放，荷蘭觀眾可以透過該國境內、等數碼有線電視公司的線路收看無綫翡翠台。

### 歷史
無綫翡翠台（歐洲）原本與所屬公司同名，即取名「無線衛星台」。該台自2002年6月1日起全日以雙語（粵語與國語）廣播，節目內容大多由香港無綫電視、台灣及香港電台電視部製作，另外亦有少數自家製作之本土華語節目。
2008年3月31日起，配合公司推出多頻道廣播，原本的綜合頻道改名無綫翡翠台（歐洲），與香港同步播出最新無綫電視劇集，並播放其他遊戲節目和歐洲新聞，也提供本土華人活動資訊。
2014年，無線衛星台結束營運，翡翠台（歐洲）繼續於TVB Anywhere播放。

### 自製節目
- 情繫歐華
- 歐洲脈搏
- 華埠通訊
- 無線衛星通訊站
- 全球華人新秀歌唱大賽 - 歐洲區選拔賽
- 國際華裔小姐大賽歐洲區

### 轉播新聞
該台不時轉播中國大陸新聞，包括中國中央電視台、廣東電視台、北京電視台及上海東方衛視等中國大陸電視台所製作的新聞。